# Варденисский хребет
Вардени́сский хребе́т (также Южного́кчинский хребе́т; арм. Վարդենիսի լեռնաշղթա) — горный хребет в Армении, расположенный на Армянском нагорье и замыкающий с юга Севанскую котловину.
Длина хребта составляет около 35 км. Высшая точка — гора Варденис (3522 м), расположенная в восточной части хребта. Хребет сложен преимущественно базальтами и андезитами. На склонах преобладают горные ксерофитные степи, выше — альпийские луга. С хребта берут начало реки: Ехегис, Астхадзор, Мартуни, Варденис.